# Meerzorg
Meerzorg (sranan tongo: Ansoe) es un ressort en Surinam en el distrito de Commewijne a 2 kilómetros al este de Paramaribo. En julio de 1996 el ressort tenía 6600 habitantes. Está ubicada en 5°49′N 55°9′O / 5.817, -55.150.
Para conectar con la ciudad de Paramaribo se usaba un transbordador que cruzaba el río Surinam pero en el año 2000 se finalizó el puente Jules Wijdenbosch, un puente carretero que ha contribuido enormemente al desarrollo de la localidad, que en un principio era una reconocida plantación vigilada por los franceses en 1712 y en ese entonces exportaba café. En la localidad se encuentra la estación de buses de Commewijne.